# 14902 Miyairi
14902 Miyairi è un asteroide della fascia principale. Scoperto nel 1993, presenta un'orbita caratterizzata da un semiasse maggiore pari a 3,0102791 UA e da un'eccentricità di 0,1156926, inclinata di 11,98660° rispetto all'eclittica.